# 가미나다정
가미나다정(上灘町)은 에히메현 이요군에 설치된 정이다. 